# ヤスミン・ナグディ
ヤスミン・ナグディ（Yasmine Naghdi、1992年3月25日 -  ）は、イギリスのバレエダンサーである。ロイヤル・バレエ団所属。2010年4月にコール・ド・バレエとして入団し、2017年6月に最高位のプリンシパルに昇格した。

## 入団まで
2004年にロイヤル・バレエ学校に入学したが、それ以前からロイヤル・バレエ学校のジュニア・アソシエイトであった。16歳のとき最優秀クラシカル・ダンサー賞（"Most Outstanding Classical Dancer"）を受賞した。在学中からたびたびロイヤル・バレエ団の公演に出演し、11歳のとき『シンデレラ』、12歳のとき『白鳥の湖』で踊った他、『眠れる森の美女』と『くるみ割り人形』にも出演した。2008年9月にロイヤル・バレエ学校アッパー・スクールに進学し、2009年3月にはイギリス人またはイギリスで学ぶ若いダンサーを対象とするヤング・ブリティッシュ・ダンサー・オブ・ザ・イヤーで最優秀賞を受賞した。その才能が高く評価されて卒業が繰り上げになり、まだ17歳だった2010年1月にロイヤル・バレエ団の芸術監督モニカ・メイソンから入団オファーを受けた。

## ロイヤル・バレエ団
2010年4月にロイヤル・バレエ団に入団し、2011/2012年シーズン末にはファースト・アーティストに昇格した。続いて2013/2014年シーズン末にソリスト、2015/2016年シーズン末にファースト・ソリストへとスピード昇格を果たし、2016/2017年シーズン末には弱冠24歳にして最高位のプリンシパルに昇格した。
22歳のとき、ケネス・マクミラン版『ロメオとジュリエット』が初演から50周年を迎える記念すべき年に、ジュリエット役を初めて演じている。また、24歳で『白鳥の湖』のオデット/オディール役のデビューを踊った。

## 受賞歴
- ロイヤル・バレエ学校「クラシカル・エクセレンス」一等
- 最優秀クラシカル・ダンサー賞（2007年）
- ロイヤル・バレエ学校 ケネス・マクミラン振付コンクール 一等
- ヤング・ブリティッシュ・ダンサー・オブ・ザ・イヤー最優秀賞（2009年）
- イギリス批評家協会賞「最優秀女性ダンサー」ノミネート（2018年）